# Animax
Animax (アニマックス, Animakkusu) é uma rede de televisão por assinatura japonesa que transmite animês, pertencente a Sony Pictures Entertainment e Mitsui & Co. através de uma joint-venture chamada AK Holdings. Sua sede fica localizada na cidade japonesa de Minato em Tóquio. Dentre os seus co-fundadores e sócios, estão incluídos a Sony Pictures Entertainment e a proprietária de vários estúdidos de animês, a Sunrise , Toei Animation , TMS Entertainment, empresa de produção gráfica NAS. [carece de fontes?]
Opera em todo o Japão, Taiwan, Hong Kong, Coreia do Sul, Sudeste da Ásia, Sul da Ásia, América Latina, na Europa — com lançamento em toda a Alemanha, Roménia, Hungria, República Checa em 2007, na Eslováquia, Espanha e Portugal (em Portugal surgiu pela primeira vez através do serviço de IPTV Meo) em 2008 e também será exibido no Reino Unido, Polônia, Itália, França e vários outros países —  e na África. O Animax foi a primeira e maior rede de televisão que exibiu vinte e quatro horas por dia de programação animada japonesa internacionalmente, atualmente para América Latina, na sua grade de programação também possui filmes e seriados ocidentais,, chegando à ter grandiosos números de telespectadores com um alcance de mais de 59 milhões de lares em 62 países, em mais de 17 idiomas.
O título é uma palavra-valise gerada pela palavra "animê" (アニメ, anime) e "max" (マックス, makkusu). A rede também tinha como idioma padrão o inglês em sua transmissão na Ásia do Sul e na África do Sul, estando a planejar outra locução e dublagem de algumas atrações em inglês no canal, especialmente no Reino Unido, Austrália e América do Norte.
A fraca adesão do público à programação do canal, mesmo após uma remodelação em 2010, ditou o fim do Animax em Portugal a 9 de Maio de 2011, sendo substituído pelo AXN Black. No Brasil o canal foi substituído pelo Sony Spin em 1º de maio de 2011.

## Investimentos

Animax pelo mundo.

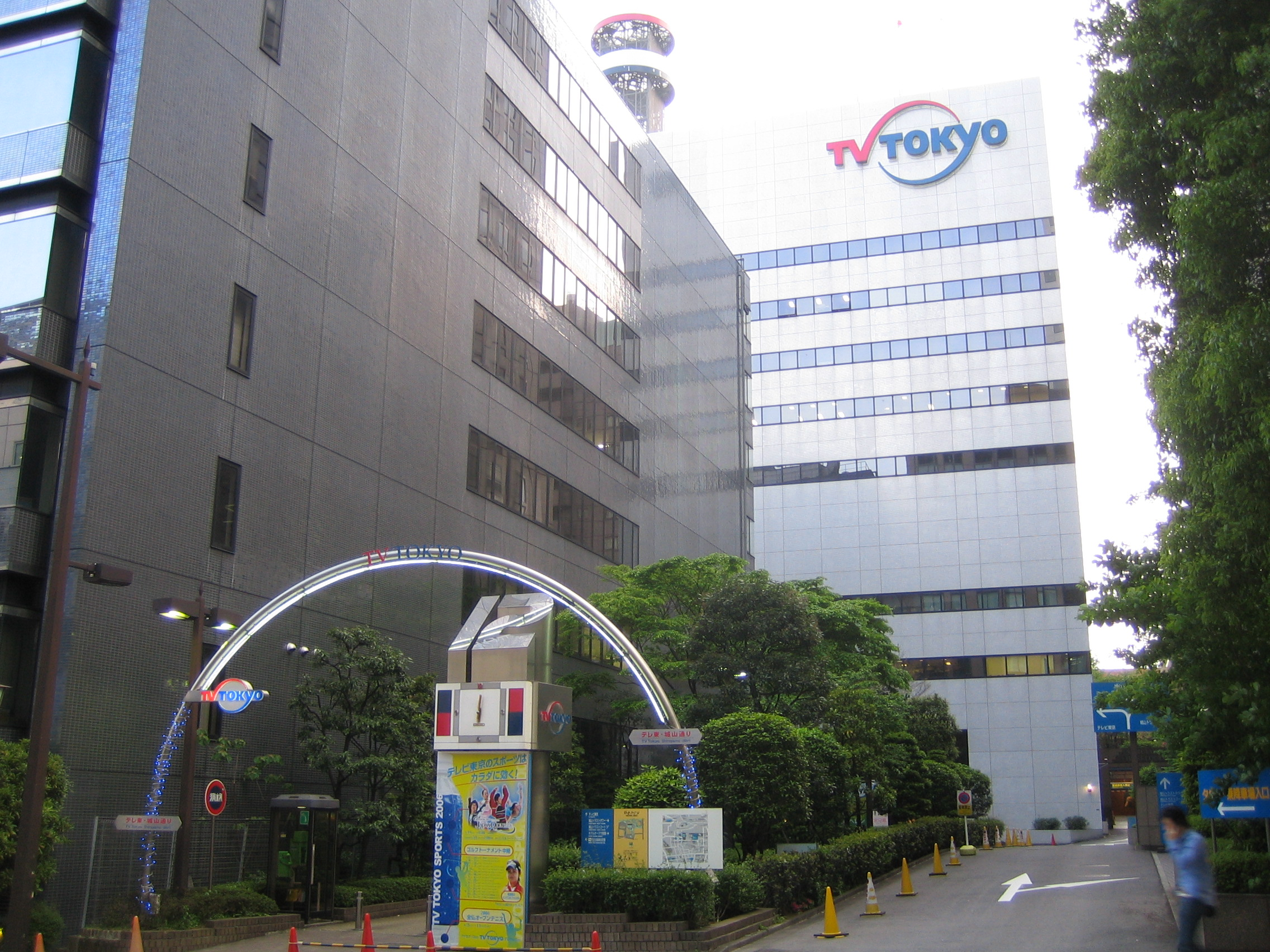
Estúdios da Afilial Tv Tokyo.

- Animax Brasil
- Animax Portugal
- Animax Taishō

## Afiliais de TV
- Sony Pictures Entertainment
- Tv Tokyo
- GONZO